# Horst Chmela
Horst Chmela [kʰmela] (* 29. Oktober 1939 in Wien-Ottakring; † 22. November 2021) war ein österreichischer Liedermacher und Musiker. Seine mehr als 350 Lieder sind hauptsächlich dem Wienerlied und der volkstümlichen Musik zuzurechnen. Die Sprache seiner Lieder ist größtenteils das Wienerische.

## Biographie
Horst Chmela wuchs in Wien-Ottakring auf. In der 24-m²-Wohnung lebten fünf Menschen. „Ich wuchs ziemlich frei auf der Straße auf, wurde also zu einem echten Wiener ‚Gassenbuben‘.“ Wie sein Vater und sein Bruder lernte er nach der Schule den Beruf des Schuhmachers und schloss 1962 seine Ausbildung mit der Meisterprüfung ab, wodurch er einer der jüngsten Schuhmachermeister in Wien war. Fasziniert vom Rock ’n’ Roll der 1950er- und 1960er-Jahre war er neben seinem Beruf als Bandleader der Gruppe The Sunset-Four tätig. Mit der Combo sammelte er auch in den USA Erfahrungen. Die Gruppe landete 1966 mit dem Titel Symphony d’amore auf dem dritten Platz der österreichischen Hitparade (hinter den Beatles und Pierre Brice). 1969 löste sich die Gruppe auf.
Seinen ersten ganz großen Erfolg feierte Horst Chmela 1971 mit Ana hot imma des Bummerl (Einer hat immer das Bummerl). Es ist aus diversen Niederlagen aus seiner Anfangszeit als Profimusiker entstanden. Es existieren 240 Coverversionen und 2,4 Millionen Verkaufseinheiten gingen über den Ladentisch. 1983 verlieh ihm der Wiener Bürgermeister Helmut Zilk das Goldene Verdienstzeichen der Stadt Wien. Am 22. Jänner 2002 wurde er mit der Goldenen Krone der Volksmusik der ARD ausgezeichnet.
Chmela lebte in Wien und trat regelmäßig als Sänger auf. Er saß im Vorstand der Gesellschaft der Autoren, Komponisten und Musikverleger. Ab 1965 war er verheiratet; er hatte zwei Kinder. Sein Sohn Horst Chmela Junior ist ebenfalls als Musiker tätig. Er wurde am Wiener Zentralfriedhof beigesetzt.

## Bekannte Lieder
- Ana hot imma des Bummerl – siehe Kartenspiel Schnapsen
- Her mit meine Henna (… der Gockala is do) – gemeint sind Hennen und (Gockel-)Hahn, also weibliche und ein männliches (Haus-)Huhn
- Der Deppate Bua
- Mama, i bitt dich schau oba (Melodie: Karl Bazant)

## Diskografie (Auswahl)
- Vienna Tuning (2008)
- A bissl a Herz (2006)
- Happy Birthday (2005)
- Mir san a Weltpartie (2005)
- Mega Maxi (2002)
- Eskalero (2001)
- Traumereien (2000)
- Mach mich geil (2000)
- Peng Peng (1999)
- 1000 Illusionen (1998)
- Meine Freunde, meine Lieder (1997)
- Hand in Hand (1995)
- Mein Traum von Rot-Weiß-Rot (1993)
- Der Bär ist los (1992)
- Her mit meine Henna (1991) (AT: Platin)[8]
- Aus meiner untern Lad (1990)
- Meine Freude am Leben (1989)
- Leise kommt der Abschied (1988)
- Stolpern darfst (1987)
- Weihnachtsmelodien (?)
- Fliagn moecht i koennen (?)